# Diocesi di Baruipur
La diocesi di Baruipur (in latino Dioecesis Baruipurensis) è una sede della Chiesa cattolica in India suffraganea dell'arcidiocesi di Calcutta. Nel 2022 contava 63.512 battezzati su 9.588.307 abitanti. È retta dal vescovo Shyamal Bose.

## Territorio
La diocesi comprende il distretto dei 24 Pargana Sud, parte del distretto dei 24 Pargana Nord e parte della città di Calcutta, nello stato del Bengala Occidentale in India.
Sede vescovile è la città di Baruipur, dove si trova la cattedrale del Cuore Immacolato di Maria.
Il territorio è suddiviso in 23 parrocchie.

## Storia
La diocesi è stata eretta il 30 maggio 1977 con la bolla Ad populi Dei di papa Paolo VI, ricavandone il territorio dall'arcidiocesi di Calcutta.

## Cronotassi dei vescovi
Si omettono i periodi di sede vacante non superiori ai 2 anni o non storicamente accertati.
- Linus Nirmal Gomes, S.I. † (30 maggio 1977 - 31 ottobre 1995 dimesso)
- Salvadore Lobo (16 ottobre 1997 - 4 maggio 2020 ritirato)
- Shyamal Bose, succeduto il 4 maggio 2020

## Statistiche
La diocesi nel 2022 su una popolazione di 9.588.307 persone contava 63.512 battezzati, corrispondenti allo 0,7% del totale.
| anno | popolazione | popolazione | popolazione | presbiteri | presbiteri | presbiteri | presbiteri                | diaconi | religiosi | religiosi | parrocchie |
| anno | battezzati  | totale      | %           | numero     | secolari   | regolari   | battezzati per presbitero | diaconi | uomini    | donne     | parrocchie |
| ---- | ----------- | ----------- | ----------- | ---------- | ---------- | ---------- | ------------------------- | ------- | --------- | --------- | ---------- |
| 1980 | 26.212      | 5.400.000   | 0,5         | 21         | 4          | 17         | 1.248                     |         | 22        | 56        | 9          |
| 1990 | 35.230      | 6.400.000   | 0,6         | 30         | 15         | 15         | 1.174                     |         | 43        | 51        | 10         |
| 1999 | 51.918      | 8.400.000   | 0,6         | 44         | 26         | 18         | 1.179                     |         | 61        | 77        | 15         |
| 2000 | 53.109      | 8.400.000   | 0,6         | 44         | 27         | 17         | 1.207                     |         | 68        | 84        | 15         |
| 2001 | 54.715      | 8.513.285   | 0,6         | 44         | 28         | 16         | 1.243                     |         | 79        | 84        | 18         |
| 2002 | 55.419      | 8.628.131   | 0,6         | 44         | 27         | 17         | 1.259                     |         | 59        | 86        | 19         |
| 2003 | 55.927      | 8.800.693   | 0,6         | 47         | 27         | 20         | 1.189                     |         | 70        | 89        | 19         |
| 2004 | 56.055      | 8.888.699   | 0,6         | 55         | 31         | 24         | 1.019                     |         | 51        | 92        | 19         |
| 2006 | 57.190      | 9.067.800   | 0,6         | 55         | 33         | 22         | 1.039                     |         | 83        | 99        | 21         |
| 2012 | 60.465      | 9.834.000   | 0,6         | 54         | 32         | 22         | 1.119                     |         | 69        | 109       | 22         |
| 2015 | 61.663      | 9.366.144   | 0,7         | 67         | 39         | 28         | 920                       |         | 59        | 117       | 22         |
| 2018 | 62.847      | 9.445.909   | 0,7         | 69         | 38         | 31         | 910                       |         | 64        | 116       | 22         |
| 2020 | 63.553      | 9.540.604   | 0,7         | 70         | 39         | 31         | 907                       |         | 64        | 117       | 23         |
| 2022 | 63.512      | 9.588.307   | 0,7         | 73         | 43         | 30         | 870                       |         | 43        | 119       | 23         |